# Władymirska Szkoła Wojskowa
Władymirska Szkoła Wojskowa (w literaturze spotykana nazwa Włodzimierska Szkoła Wojskowa; ros. Владимирское военное училище) – rosyjska instytucja edukacyjna, istniejąca w latach 1910-1917 w Petersburgu, której ukończenie dawało absolwentom wykształcenie średnie specjalne (wojskowe - oficer piechoty).
Szkoła była spadkobiercą:
- istniejącej 1.12.1869−1.09.1908 — Sankt-Petersburskiej Junkierskiej Szkoły Piechoty (ros. Санкт-Петербургское пехотное юнкерское училище);
- istniejącej 1.09.1908−1910 — Sankt-Petersburskiej Szkoły Wojskowej (ros. Санкт-Петербургское военное училище)[2].